# Wymioty

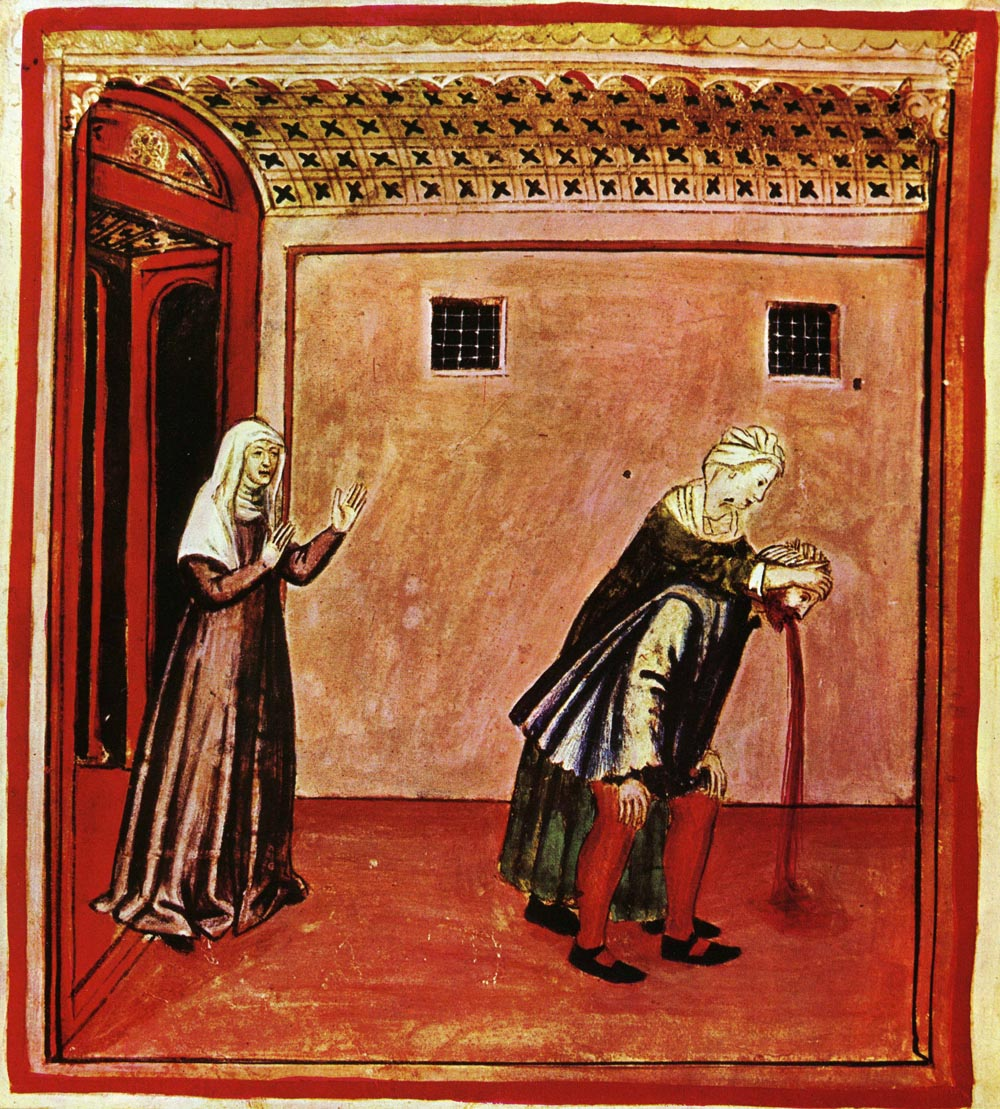
XIV-wieczna ilustracja wymiotowania z Tacuinum Sanitatis

Wymioty (łac. vomitus, emesis) – gwałtowny wyrzut treści pokarmowej na zewnątrz z żołądka (bądź z żołądka i jelit) poprzez przełyk i jamę ustną, w wyniku silnych skurczów mięśni brzucha, przepony i klatki piersiowej. Wymioty (sprzyja im przepełnienie żołądka) często poprzedzają nudności lub im towarzyszą. Niekiedy odruchy wymiotne nie kończą się wymiotami.
Wymioty można rozpatrywać jako odruch organizmu w obronie przed zatruciem toksycznym pokarmem albo nadmiernym rozdęciem jakiegoś odcinka przewodu pokarmowego, które może prowadzić do jego uszkodzenia. Są ważnym i często spotykanym w praktyce klinicznej, lecz niecharakterystycznym objawem chorobowym, który może mieć liczne przyczyny, niekiedy niezwiązane z przewodem pokarmowym.
Kiedy nie udaje się wykryć przyczyny wymiotów, bywają one nazywane wymiotami czynnościowymi.

## Patomechanizm
Wymioty są skutkiem pobudzenia ośrodków wymiotnych. Najważniejszy z nich koordynujący znajduje się w grzbietowej części tworu siatkowatego w rdzeniu przedłużonym, inne wysyłają bodźce z: aparatu przedsionkowego ucha, z narządów jamy brzusznej oraz ośrodków korowych. Ośrodek chemiowrażliwy (ang. chemoreceptor trigger zone), zlokalizowany na dnie komory czwartej, nie posiada bariery krew-mózg i wykazuje wrażliwość na różne związki chemiczne znajdujące się we krwi (m.in. leki oraz egzotoksyny i endotoksyny, a także substancje wytwarzane przez organizm, na przykład po radioterapii). Sam ośrodek chemiowrażliwy nie jest w stanie wywołać wymiotów.

## Przyczyny
Przyczyny wymiotów można podzielić na somatyczne (np. choroby przewodu pokarmowego), psychiczne (np. wywołujący wymioty widok lub zapach) lub wywołane zaburzeniami błędnika (np. choroba lokomocyjna).
Wymioty zachodzą też jako odruch fizjologiczny w ostrych zatruciach i innych sytuacjach, kiedy chronią organizm przed szkodliwymi substancjami, które dostały się do przewodu pokarmowego.
Do najczęstszych przyczyn wymiotów należą:
- zapalenie błony śluzowej żołądka i dwunastnicy (ostre, rzadziej przewlekłe)
- leki
  - leki przeciwnowotworowe stosowane w chemioterapii (np. pochodne platyny – szczególnie cisplatyna, dakarbazyna, doksorubicyna, cyklofosfamid)
  - niesteroidowe leki przeciwzapalne
  - leki stosowane w chorobach układu krążenia (m.in. digoksyna)
  - antybiotyki (np. erytromycyna)
  - leki stosowane w chorobach układu pokarmowego (np. sulfasalazyna, metformina)
  - opioidy
  - diuretyki
- toksyny

Inne wybrane przyczyny wymiotów:
- choroby układu pokarmowego
  - niedrożność jelit
  - zatrucia pokarmowe (w tym alkoholowe)
  - ostre zapalenie trzustki
  - ostre zapalenie pęcherzyka żółciowego
  - ostre zapalenie wyrostka robaczkowego
  - przejedzenie, przepicie
- choroby ośrodkowego układu nerwowego (wzrost ciśnienia śródczaszkowego)
  - wstrząśnienie mózgu
  - zakażenia OUN
  - krwotok śródmózgowy i podpajęczynówkowy
  - guz OUN
  - migrena
- zaburzenia metaboliczne
  - kwasica ketonowa
  - niewydolność nerek
- inne
  - posocznica
  - choroba lokomocyjna
  - ostre zapalenie ucha środkowego
  - ciąża
- zaburzenia psychogenne (np. nerwica)
  - bulimia

## Powikłania
Gdy wymioty są krótkotrwałe, zwykle nie powodują poważnych skutków. Natomiast przy długo trwających wymiotach, szczególnie jeśli towarzyszy im biegunka lub zlewne poty, może dojść do odwodnienia organizmu i zaburzenia równowagi kwasowo-zasadowej (wymioty powodują utratę kwasu solnego produkowanego w żołądku). Odwodnienie może wymagać doustnej suplementacji płynów, a w niektórych przypadkach do uzupełnienia drogą dożylną.
Gwałtowne, nasilone wymioty mogą prowadzić do powstania pęknięć błony śluzowej przełyku (zespół Mallory’ego-Weissa) lub pęknięcia jego ściany (zespół Boerhaavego).
Powtarzające się wymioty mogą być przyczyną niedożywienia, wyniszczenia i przewlekłych zaburzeń metabolicznych.

## Rodzaje wymiotów
- wymioty krwiste
- wymioty żółciowe
- wymioty treścią pokarmową
- wymioty kałowe

## Leczenie
W wypadku wykrycia przyczyny, jeśli to możliwe, należy zastosować oprócz objawowego leczenia przeciwwymiotnego także leczenie przyczynowe.
W leczeniu objawowym zwykle stosuje się następujące leki przeciwwymiotne:
- leki antyhistaminowe
  - cyklizyna
  - difenhydramina
  - dimenhydrynat
  - meklizyna
  - prometazyna
  - hydroksyzyna
- antagonisty receptora 5-HT3
  - ondansetron
  - granisetron
- inne
  - metoklopramid
  - aprepitant
  - perfenazyna
  - prochlorperazyna
  - skopolamina (plastry przezskórne).